# Flaujac-Gare
Flaujac-Gare település Franciaországban, Lot megyében. Lakosainak száma 86 fő (2022. január 1.). Flaujac-Gare Durbans, Issendolus, Reilhac, Saint-Simon és Thémines községekkel határos.

## Népesség
A település népességének változása:
| Lakosok száma | 85   | 65   | 72   | 86   | 100  | 106  | 99   | 94   | 91   | 86   |
|               | 1968 | 1982 | 1990 | 2006 | 2013 | 2015 | 2017 | 2019 | 2020 | 2022 |